# مارتین آلیکوی
مارتین آلیکوی (استونیایی: Martin Allikvee؛ زادهٔ ۲۱ مارس ۱۹۹۵) شناگر اهل استونی است. وی در بازی‌های المپیک تابستانی ۲۰۱۶ شرکت کرده است.